# Serginho Greene

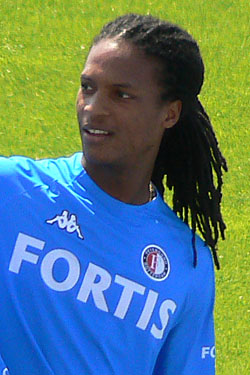
Serginho Greene w Feyenoordzie

Serginho Greene (ur. 24 czerwca 1982 w Amsterdamie) – piłkarz holenderski grający na pozycji prawego obrońcy.

## Życiorys

### Początki
Rodzina Greene’a pochodzi z Surinamu, ale Serginho urodził się już w Holandii. Od dziecka pokazywał talent do piłki nożnej i nie był zainteresowany takimi dyscyplinami jak tenis ziemny czy koszykówka. Jako mały chłopiec kopał piłkę w dokach czy na ulicach Amsterdamu. Mając lat 6 ojciec zapisał go do małego amatorskiego klubu o nazwie FC Abcoude, gdzie grał w zespołach juniorskich. W wieku 12 lat Greene trafił do słynnej akademii piłkarskiej Ajaksu Amsterdam.

### Ajax oraz Haarlem
W Ajaksie Greene przeszedł przez wszystkie szczeble młodzieżowych drużyn aż do zespołu A1 i pozwiedzano mu wówczas, że jest za dobry na rezerwy Ajaksu, jednak za słaby na pierwszą drużynę i zaoferowano mu wypożyczenie do drugoligowego HFC Haarlem. Serginho przystał na ofertę i w barwach HFC w końcu mógł sprobować profesjonalnego futbolu. W zespole zadebiutował 7 sierpnia 2001 r. w zremisowanym 2:2 meczu z AFC'34 rozegranym w ramach Pucharu Holandii. W Haarlemie spędził sezon i w 34 meczach zdobył 1 gola.

### RKC Waalwijk
Po sezonie Serginho wrócił do Ajaksu, z którym wiązał go jeszcze trzyletni kontrakt. Nie chciał grać już w 2. lidze, toteż wypożyczono go do RKC Waalwijk. Tam pod okiem Martina Jola, Željko Petrovicia oraz Erwina Koemana szybko rozwijał swój talent. W Eredivisie zadebiutował 20 października w wygranym 3:2 meczu z FC Groningen. W pierwszym sezonie wystąpił w 17 meczach jako lewy obrońca, a latem 2003 został wykupiony przez RKC. W kolejnych dwóch sezonach miał już miejsce w podstawowym składzie i grał już jako prawy i środkowy obrońca. W 2005 skończył mu się kontrakt i zainteresowały się nim takie kluby jak Hamburger SV, Rangers F.C., AZ Alkmaar i Feyenoord. Ostatecznie 14 kwietnia podpisał kontrakt z Feyenoordem, wybierając ten klub ze względu na reputację oraz kibiców.

### Feyenoord
Sezon 2004/2005 Greene dokończył w klubie z Waalwijk, a latem dołączył do Feyenoordu. W przerwie doszło do zmiany trenera – Ruuda Gullita zastąpił stary znajomy Serginho, Erwin Koeman, którego zawodnik znał jeszcze z RKC. W Feyenoordzie zadebiutował 14 sierpnia w wygranym 2:0 meczu z NAC Breda i stał się objawieniem sezonu w Eredivisie. Początkowo Greene grał na środku obrony, ale zimą zakupiono Rona Vlaara, a z zespołu odszedł dotychczasowy prawy obrońca Alexander Östlund i Greene zajął jego miejsce na prawej flance. W całym sezonie rozegrał 32 mecze i zdobył gola w wygranym 7:1 meczu z Heraclesem Almelo. Latem 2006 r. wystąpił z Feyenoordem w Pucharze UEFA (Feyenoord został wykluczony z dalszych rund z powodu zamieszek kibiców podczas meczu z AS Nancy).

### Dalsza kariera
W 2009 roku odszedł z Feyenoordu i podpisał kontrakt z Vitesse Arnhem. W barwach tego klubu rozegrał 18 spotkań i strzelił 2 gole. W latach 2010–2012 był zawodnikiem bułgarskiego klubu Lewski Sofia.